# SMS Szent István
Le SMS Szent István est un cuirassé austro-hongrois de 20 000 t, type Dreadnought. Il est le quatrième et dernier de classe Tegetthoff de la marine austro-hongroise.
Il fut le seul entièrement manœuvré par la partie hongroise de l'empire. Son nom est celui du premier roi chrétien de Hongrie, Étienne Ier de Hongrie (Szent István en hongrois).

## Historique
La Hongrie a « obtenu » ce navire en échange de l'important financement de cuirassé de classe Tegetthoff.
Construit à partir du 29 janvier 1912 et lancé le 17 janvier 1914, ce navire de la Marine austro-hongroise participe à la Première Guerre mondiale.
Le 10 juin 1918, alors qu'il naviguait avec les SMS Tegetthoff et SMS Prinz Eugen vers le barrage d'Otrante, il est torpillé par la vedette rapide lance-torpilles MAS.15 de la Marine italienne : il chavire lentement, flotte quelques instants quille en l'air, puis coule moins de trois heures après l'impact de la torpille. 89 membres de l'équipage périssent lors du naufrage.
Ce nombre relativement restreint de pertes en vies humaines s'explique à la fois par la lenteur du chavirage, filmé par un officier du SMS Tegetthof, au cours duquel diverses mesures de contre ballastage ou de pointage des lourds canons furent tentées pour contrer la gîte et par le fait que, seule parmi les marines de guerre européennes de la Grande Guerre, la Marine austro-hongroise imposait que les matelots sachent nager.
L'amiral Miklós Horthy, commandant suprême de l'escadre, embarqué sur le SMS Tegetthoff crut à une attaque d'un sous-marin et hésita trop longtemps avant de se porter au secours du Szent Istvan, qui aurait peut-être pu être remorqué et échoué sur les hauts-fonds de l'île de Premuda.
L'exploit du capitaine de corvette Luigi Rizzo, commandant de la MAS 15, détermine que la date du 10 juin devient officiellement la fête de la Marine en Italie. Certains propagandistes italiens, au premier rang desquels Gabriele D'Annunzio proclament que l'Italie avait enfin pris sur l'Autriche la revanche de l'humiliante défaite de Lissa en 1866.
L'épave du cuirassé n'a été découverte qu'au milieu des années 1970, retournée, au large de l'île croate de Premuda. Elle a été déclarée site protégé par le ministère croate de la Culture. La plongée occasionnelle y est formellement interdite.

## Conception
Le SMS Szent István diffère principalement de ses sister-ship par sa machinerie. Il dispose de deux arbres et deux turbines alors que les autres navires de sa classe sont dotés de quatre ensembles arbre – turbine.
Les différences externes comprennent essentiellement une plate-forme construite autour de la cheminée avant et sur laquelle plusieurs projecteurs ont été installés. Autre caractéristique, le coffre du ventilateur à l'avant du grand mât a été modifié.
C'est également le seul bâtiment de cette classe qui ne dispose pas de filets anti-torpilles.

## Galerie

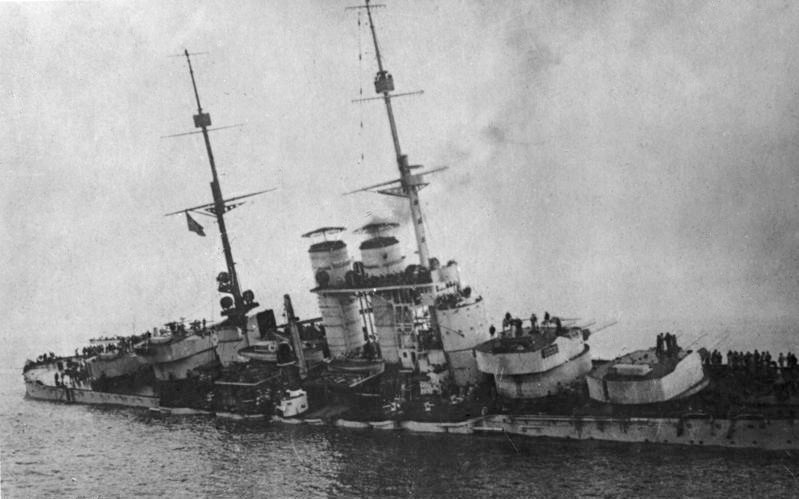
Le naufrage du Szent Itsván
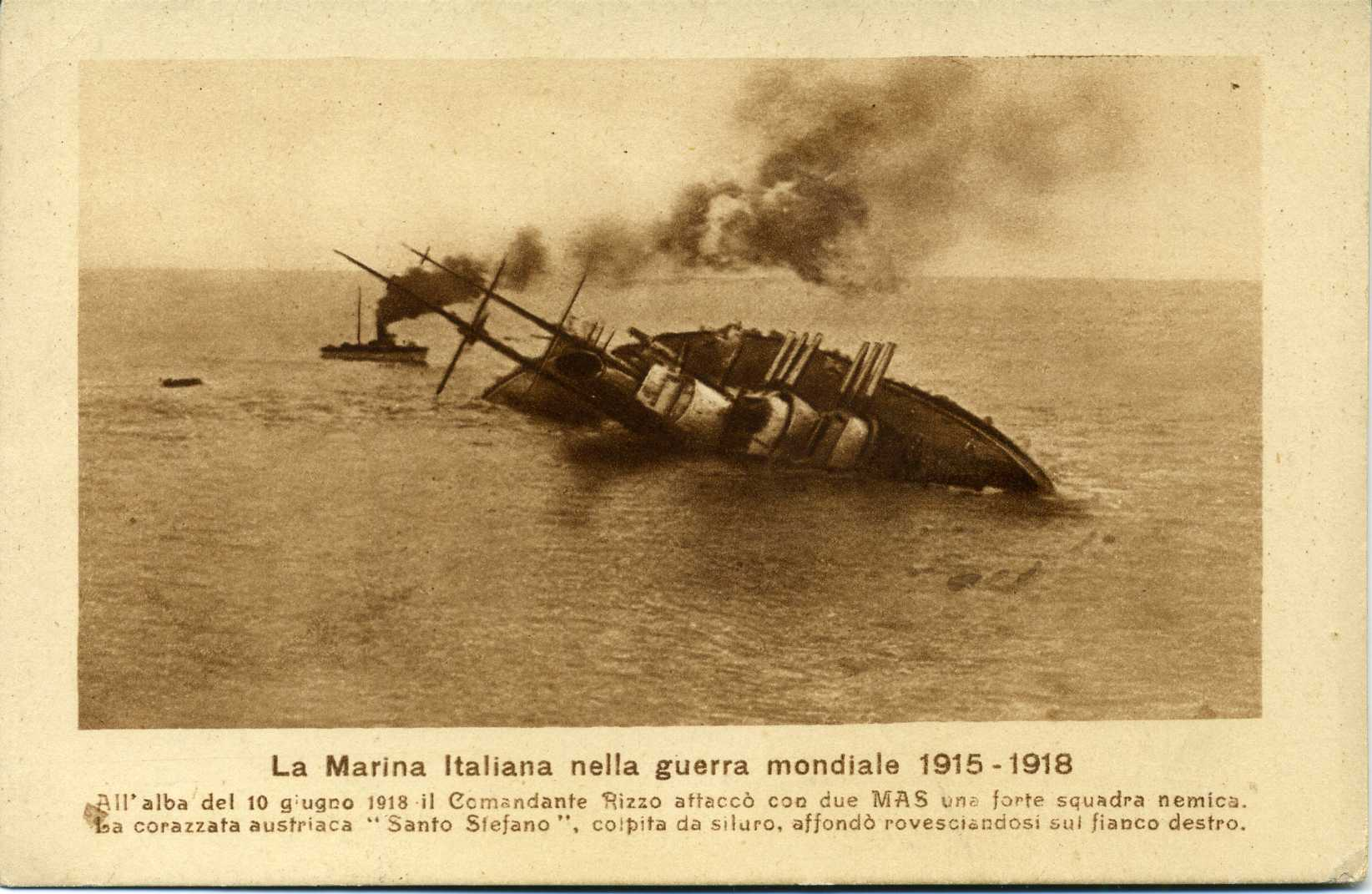
Les derniers moments du navire

## Crédits
- (en) Cet article est partiellement ou en totalité issu de l’article de Wikipédia en anglais intitulé « SMS Szent István » (voir la liste des auteurs).